# Erupcja Wezuwiusza w 1944 roku
Erupcja Wezuwiusza – erupcja wulkanu Wezuwiusz znajdującego się nad Zatoką Neapolitańską we Włoszech, do której doszło w marcu 1944 roku, podczas II wojny światowej.

## Erupcja
6 stycznia 1944 roku pęknięcie na zboczu stożka Wezuwiusza spowodowało zwiększony wypływ lawy. W rezultacie powstał strumień lawy, który po wtargnięciu do zachodniej części krateru w ciągu niecałej godziny wylał się na zewnątrz, przemieszczając się ponad 100 metrów w dół doliny. Strumień lawy przemieszczał się w kierunku zewnętrznej części stożka do 26 stycznia, natomiast w kierunku wewnętrznej części stożka do 23 lutego, w którym to dniu aktywność wylewu całkowicie ustała. Kolejne zapadnięcie się ścian stożka 13 marca 1944 roku spowodowało ustanie aktywności Wezuwiusza wskutek słabych wyrzutów popiołu, których częstotliwość i obfitość wzrastały w ciągu następnych trzech dni. W nocy z 17 na 18 marca, w wyniku znacznego zapadnięcia się części stożka, wszelka aktywność wulkanu ponownie ustała.
Właściwa erupcja, rozpoczęła się 18 marca 1944 roku o godzinie 16:30. 19 marca co kilka sekund, słychać było głośne grzmienie Wezuwiusza, zaś następnego dnia wzmogła się jego aktywność. Wśród gwałtownych eksplozji wylatywały w górę i unosiły się gęste chmury popiołu. 21 marca wojska alianckie zarządziły ewakuację okolicznej włoskiej ludności cywilnej. 
22 marca zmieniła się charakterystyka erupcji Wezuwiusza. Chmura erupcyjna osiągnęła wysokość 6 kilometrów, a na bokach stożka utworzyły się lawiny piroklastyczne. Przez cały dzień utrzymywała się intensywna aktywność sejsmiczna aż do poranka 23 marca, kiedy to erupcja ograniczyła się do emisji popiołu. 24 marca aktywność erupcyjna zaczęła słabnąć, eksplozje stopniowo słabły, aż do 29 marca, kiedy całkowicie zanikły. Pozostały jedynie obłoki pyłu wydobywające się z krateru, które zniknęły całkowicie po południu tego dnia.
Na obszarze dotkniętym katastrofą odnotowano 26 ofiar śmiertelnych w wyniku zawalenia się dachów domów na skutek opadu popiołu. Miastami najbardziej zniszczonymi przez lawiny piroklastyczne powstałe podczas erupcji były Terzigno, Pompeje, Scafati, Angri, Nocera Inferiore, Nocera Superiore, Pagani, Poggiomarino i Cava de’ Tirreni; podczas gdy mieszkańcy San Sebastiano al Vesuvio, Massa di Sommy i Cercoli zostali zmuszeni do ewakuacji. Z drugiej strony Neapolowi sprzyjał kierunek wiatrów, który unosił chmurę popiołu z dala od miasta.
Erupcja Wezuwiusza w 1944 roku była ostatnią erupcją tego wulkanu do tej pory i oznaczała jego przejście ze stanu czynnego w stan drzemiący.

## Wojna
Do erupcji Wezuwiusza w 1944 roku doszło podczas II wojny światowej, w trakcie kampanii włoskiej. W wyniku wybuchu zniszczeniu uległy nie tylko domy cywilne w okolicznych miastach, ale także amerykańskie i brytyjskie obiekty wojskowe. Dzięki obecności w mieście zagranicznych reporterów dokumentujących przebieg działań wojennych, wybuch Wezuwiusza był jedynym wybuchem wulkanu udokumentowanym na żywo za pomocą obrazu wideo. Ponadto istnieje wiele relacji amerykańskich żołnierzy i personelu medycznego opisujących erupcję i szkody przez nią wyrządzone:

O 2 w nocy wulkan jakby eksplodował. Nastąpił potężny ryk, a wokół mnie zaczęły spadać kawałki lawy o wielkości piłek golfowych. (...) Trwało to około dziesięć-piętnaście minut. Potem góra ucichła. (...) O 4 rano kamienie (lawa) zaczęły znowu spadać. (...) O 8 rano rozpętało się piekło. Czarne kamienie różnej wielkości, niektóre wielkości piłki nożnej, spadały w ogromnych ilościach, całkowicie pokrywając ziemię, łamiąc gałęzie drzew, przebijając się przez namioty i rozbijając się na ich podłogach, przebijając metal, poszycie i pleksiglas samolotów. (...) Żołnierze, którzy wyszli z namiotów, założyli stalowe hełmy, cywile zakrywali głowy patelniami, skrzyniami lub ciężkimi koszami. (...) Około południa, 22 marca, podjęto decyzję o ewakuacji całego obozu. (...) Po dotarciu na lotnisko zastaliśmy całkowite spustoszenie. Namioty były rozerwane na strzępy, a 88 samolotów trzeba było w całości spisać na straty. 88 B-25 Mitchell, każdy warty 25 tysięcy dolarów.

Zrozumieliśmy, co się dzieje rankiem. (...) Do poprzedniego dnia Wezuwiusz tylko się palił. Zawsze będę pamiętała moment, w którym wybuchł Wezuwiusz. Nigdy nie widziałam, żeby jakakolwiek bomba zrobiła tyle szkód. Musieliśmy pracować wśród spadających kamieni i popiołu. Wszyscy mieliśmy kamizelki i hełmy ochronne. Potem przyszedł rozkaz ewakuacji do Neapolu.